# Chester Beatty III
Il Papiro 47 ({\displaystyle {\mathfrak {p}}}47) è uno dei più antichi manoscritti esistenti del Nuovo Testamento, datato paleograficamente agli inizi del III secolo. È scritto in greco.

## Contenuto del papiro
{\displaystyle {\mathfrak {p}}}47 contiene una piccola parte del Apocalisse di Giovanni (9,10-11,3; 11,5-16,15; 16,17-17,2).
È attualmente ospitato, diviso in due frammenti, presso la Chester Beatty Library (Inv. 14. 1. 527) a Dublino.
Il testo del codice è rappresentativo del tipo testuale alessandrino. Kurt Aland lo ha collocato nella Categoria I.